# Mario Bianchini
Mario Bianchini (ur. 14 maja 1911 w Rzymie, zm. 1 czerwca 1957 tamże) – włoski bokser, mistrz Europy.
Startując w mistrzostwach Europy w Budapeszcie 1930 roku, zdobył złoty medal w kategorii lekkiej.
Uczestniczył w Igrzyskach Olimpijskich w Los Angeles 1932 roku, zajmując 4. miejsce, gdzie przegrał pojedynek o brązowy medal w wadze lekkiej z Nathanem Borem ze Stanów Zjednoczonych.
W latach 1934–1939 walczył na zawodowym ringu, gdzie stoczył 16 walk, z czego 4 wygrał, 2 zremisował i 9 przegrał.